# Новоамвросіївська селищна рада
Новоамвро́сіївська се́лищна ра́да — адміністративно-територіальна одиниця та орган місцевого самоврядування в Амвросіївському районі Донецької області. Адміністративний центр — селище міського типу Новоамвросіївське.

## Загальні відомості
- Населення ради: 2 254 особи (станом на 1 січня 2011 року)

## Населені пункти
Селищній раді підпорядковані населені пункти:
- смт Новоамвросіївське

## Склад ради
Рада складається з 16 депутатів та голови.
- Голова ради: Гомонов Генадій Євгенович
- Секретар ради: Карпенко Наталія Леонідівна

### Керівний склад попередніх скликань
| Прізвище, ім'я, по батькові | Основні відомості                                                        | Дата обрання | Дата звільнення |
| --------------------------- | ------------------------------------------------------------------------ | ------------ | --------------- |
| Царьов Олександр Васильович | Селищний голова, 1956 року народження, член Партії регіонів              | 26.03.2006   | 31.10.2010      |
| Гомонов Генадій Євгенович   | Селищний голова, 1961 року народження, освіта вища, член Партії регіонів | 31.10.2010   |                 |

Примітка: таблиця складена за даними сайту Верховної Ради України

### Депутати
За результатами місцевих виборів 2010 року депутатами ради стали:

#### За суб'єктами висування
| Суб'єкт висування           | Кількість обраних депутатів | %    |
| --------------------------- | --------------------------- | ---- |
| Партія регіонів             | 13                          | 81,3 |
| Комуністична партія України | 2                           | 12,5 |
| Народна партія              | 1                           | 6,3  |

#### За округами
| № округу                    | Прізвище, ім'я, по батькові    | Дата визнання обраним | Освіта  | Партійна приналежність | Відомості про обраного депутата                                                         |
| --------------------------- | ------------------------------ | --------------------- | ------- | ---------------------- | --------------------------------------------------------------------------------------- |
| Комуністична партія України |                                |                       |         |                        |                                                                                         |
| 3                           | Кацель Олександр Миколайович   | 02.11.2010            | середня | позапартійний          | КП «Сервіс», водій                                                                      |
| 13                          | Закутня Галина Григорівна      | 02.11.2010            | середня | позапартійна           | перукарня с. Велике Мішково, перукар                                                    |
| Народна Партія              |                                |                       |         |                        |                                                                                         |
| 2                           | Мунін Олег Володимирович       | 02.11.2010            | середня | позапартійний          | Амвросіївська філія ПАТ «Хайдельберг Цемент Україна», водій                             |
| Партія регіонів             |                                |                       |         |                        |                                                                                         |
| 1                           | Курінний Олександр Васильович  | 02.11.2010            | вища    | позапартійний          | Амвросіївська філія ПАТ «Хайдельберг Цемент Україна», інженер-механік                   |
| 4                           | Мачуженко Анатолій Юрійович    | 02.11.2010            | вища    | позапартійний          | Амвросіївська філія ПАТ «Хайдельберг Цемент Україна», оператор цементних мельниць       |
| 5                           | Єфименко Людмила Олександрівна | 02.11.2010            | вища    | позапартійна           | Амвросіївська філія ПАТ «Хайдельберг Цемент Україна», художній керівник Палацу культури |
| 6                           | Цупка Ганна Олексіївна         | 02.11.2010            | середня | член Партії регіонів   | Новоамвросіївська загальноосвітня школа I-III ст., техробітниця                         |
| 7                           | Сапко Микола Миколайович       | 02.11.2010            | вища    | позапартійний          | пенсіонер                                                                               |
| 8                           | Карпенко Наталія Леонідівна    | 02.11.2010            | вища    | член Партії регіонів   | КП «Сервіс», економіст                                                                  |
| 9                           | Лига Галина Василівна          | 02.11.2010            | вища    | член Партії регіонів   | Новоамвросіївська загальноосвітня школа, викладач                                       |
| 10                          | Купцова Надія Вікторівна       | 02.11.2010            | вища    | позапартійна           | Новоамвросіївська селищна рада, спеціаліст                                              |
| 11                          | Соловйова Світлана Миколаївна  | 02.11.2010            | вища    | позапартійна           | ЧП Соловйова, приватний підприємець                                                     |
| 12                          | Дегтярьва Олеся Миколаївна     | 02.11.2010            | вища    | позапартійна           | ТОВ «Техпром», рекуперарщик                                                             |
| 14                          | Скидан Алла Іванівна           | 02.11.2010            | вища    | позапартійна           | тимчасово не працює                                                                     |
| 15                          | Скубченко Микола Миколайович   | 02.11.2010            | середня | позапартійний          | Амвросіївське управління газового господарства, слюсар                                  |
| 16                          | Дьоміна Антоніна Володимірівна | 02.11.2010            | вища    | позапартійна           | Новоамвросіївська селищна рада, операто комп'ютерного набору                            |